# معاهدة الحد من التسلح البحري
كانت معاهدات الحد من التسليح البحري عبارة عن اتفاقيات عديدة تم توقيعها في عشرينيات القرن العشرين من قبل الولايات المتحدة، وبريطانيا العظمى، واليابان، وإيطاليا، وفرنسا. كانت المعاهدات نتيجة لمؤتمر واشنطن البحري الذي عقدته الولايات المتحدة في عامي 1921 و1922.
ونصت إحدى المعاهدات، المعروفة باسم معاهدة القوى الأربع (1921)، على أن الولايات المتحدة والمملكة المتحدة واليابان وفرنسا ستساعد في الحفاظ على السلام في المحيط الهادئ، في حين نصت معاهدة أخرى، وهي معاهدة واشنطن البحرية (1922)، والمعروفة أيضًا باسم معاهدة القوى الخمس، على أن الولايات المتحدة والمملكة المتحدة واليابان ستبني السفن بنسبة 5: 5 :3. وكان هذا الاقتراح في الأصل من جانب وزير الخارجية الأمريكي تشارلز إيفانز هيوز، وقد رفضه اليابانيون. ولكن طوكيو وافقت على ذلك عندما أضيف بند يحظر على الولايات المتحدة والمملكة المتحدة تحصين ممتلكاتهما في جزر المحيط الهادئ، ولكنه يسمح لليابان بالقيام بذلك. وأكدت المعاهدة الثالثة، معاهدة القوى التسع (1922)، على الحفاظ على سياسة الباب المفتوح في الصين.

## الزخم
في أعقاب المذبحة غير المسبوقة – والتكاليف الباهظة – التي شهدتها الحرب العالمية الأولى، كان المزاج السائد في مختلف أنحاء العالم هو السلام ونزع السلاح، وهو المزاج الذي ساد طيلة عشرينيات القرن العشرين. في نهاية الحرب العظمى، كانت بريطانيا لا تزال تمتلك أكبر أسطول بحري على الإطلاق، لكن سفنها الكبيرة أصبحت عتيقة، وكان الأميركيون واليابانيون يبنيون بسرعة سفن حربية جديدة باهظة الثمن. كانت لندن وطوكيو حليفين في معاهدة كان من المقرر أن تنتهي في عام 1922، لكن التنافس المتزايد بين الولايات المتحدة واليابان للسيطرة على المحيط الهادئ كان يشكل تهديدًا طويل الأمد للسلام العالمي. وأدركت لندن أنه من الأفضل لها أن تتحالف مع واشنطن وليس مع طوكيو. ولوقف سباق التسلح غير الضروري والمكلف وربما الخطير، وقعت الدول الكبرى سلسلة من اتفاقيات نزع السلاح البحري.

### مؤتمر واشنطن البحري
وكان التجمع الأكثر أهمية هو مؤتمر واشنطن البحري، الذي رعاه الرئيس وارن هاردينغ وأداره وزير الخارجية تشارلز إيفانز هيوز. وطالب هاردينج باتخاذ إجراءات من أجل الحصول على مصداقية سياسية محلية. وقد تم التوصل إلى ذلك في شكل معاهدة واشنطن البحرية عام 1922.

#### معاهدة واشنطن البحرية
ولحل النزاعات الفنية حول جودة السفن الحربية، اعتمد المؤتمرون معيارًا كميًا، يعتمد على إزاحة الحمولة (مقياس بسيط لحجم السفينة). وقد حددت اتفاقية مدتها عشر سنوات نسبة السفن الحربية عند 5: 5: 3، أي 525 ألف طن للولايات المتحدة، و525 ألف طن لبريطانيا، و315 ألف طن لليابان. ولم يكن من الممكن أن يتجاوز حجم أنظمة الأسلحة السائدة في ذلك العصر - البوارج - 35 ألف طن. سمحت القوى الكبرى لنفسها بـ 135.000: 135.000: 81.000 طن لتطوير حاملات الطائرات، وهو شكل جديد من السفن الحربية.
لقد تجنب مؤتمر واشنطن عملية تعزيز مكلفة من جانب كل قوة خوفا من أن تصبح القوتين الأخريين أقوى مما ينبغي. وأجبرت الاتفاقيات الولايات المتحدة على التخلص من 15 سفينة حربية قديمة واثنتين جديدتين، إلى جانب 13 سفينة قيد الإنشاء. كان على بريطانيا أن تتخلص من السفن أيضًا - في الواقع، فقد فقدت عددًا من السفن الحربية في واشنطن أكبر من أي معركة أخرى في التاريخ.

## قراءة إضافية
- دينجمان، روجر. القوة في المحيط الهادئ: أصول الحد من الأسلحة البحرية، 1914-1922 (1976)
- جولدشتاين، إريك، وجون هـ. مورير، المحررون. مؤتمر واشنطن، 1921-1922: التنافس البحري، والاستقرار في شرق آسيا، والطريق إلى بيرل هاربور (تايلور وفرانسيس، 1994).
- ريدفورد، دنكان. "الأمن الجماعي والمعارضة الداخلية: محاولات رابطة البحرية لتطوير سياسة جديدة تجاه القوة البحرية البريطانية بين عام 1919 ومعاهدة واشنطن البحرية لعام 1922". التاريخ 96.321 (2011): 48-67.
- روسكيل، ستيفن. السياسة البحرية بين الحروب. المجلد الأول: فترة العداء الأنجلو أمريكي 1919-1929 (دار سيفورث للنشر، 2016).

## روابط خارجية
- سلسلة المعاهدات الأسترالية رقم 15: معاهدة الحد من التسلح البحري، وبروتوكول التوقيع، والبروتوكول الإضافي